# Aracopidius urguharti
Aracopidius urguharti là một loài bọ cánh cứng trong họ Ptilodactylidae. Loài này được Broun miêu tả khoa học năm 1893.